# بشیرلی
بشیرلی (به لاتین: Bəşirli یا بشیرآباد Bəşirabad، پیش از ۶ می ۱۹۹۷ لنین‌آباد Leninabad) یک منطقه مسکونی در جمهوری آذربایجان است که در شهرستان گران‌بوی واقع شده است. بشیرلی ۴۸۳ نفر جمعیت دارد.